# Tadashi Nakamura
Tadashi Nakamura (Tòquio, Japó, 10 de juny de 1971) és un exfutbolista japonès.

## Selecció japonesa
Tadashi Nakamura va disputar 16 partits amb la selecció japonesa.